# Sara Coleridge

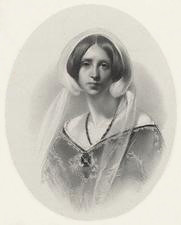
Sara Coleridge.

Sara Coleridge, född den 23 december 1802, död den 3 maj 1852, var en engelsk författare, dotter till S.T. Coleridge, syster till Hartley Coleridge.
Sara Coleridge, som gifte sig 1829 med sin kusin H.N. Coleridge, vann ett aktat namn genom arbetena Pretty Lessons for Good Children (1834), Phantasmion, a fairy tale (1837) och Memoirs and letters (1873).